# Tregonêtre
Tregonêtre era una comuna francesa que estaba situada en el departamento de Costas de Armor, de la región de Bretaña, que en 1823 pasó a formar parte de la comuna de Meslin.

## Demografía
| Gráfica de evolución demográfica de Tregonêtre entre 1793 y 1821 |
|                                                                  |

Los datos demográficos contemplados en este gráfico se han cogido de la página francesa EHESS/Cassini.